# Парк-музей „Владислав Варненчик“
Вижте пояснителната страница за други значения на Владислав Варненчик.
Паркът музей „Владислав Варненчик“ във Варна е създаден през 1924 г. като лобно място на загиналите воини при битката при Варна, състояла се през 1444 г. Тогава полско-литовско-унгарският крал Владислав III води кръстоносен поход срещу нахлуващите турци на Балканския полуостров. Неговата войска е разбита край Варна. Музеят е изграден в центъра на някогашното бойно поле, намиращ се между днешните квартали „Владислав Варненчик“ (Владиславово) и „Младост“, около две тракийски могили от IV в. преди новата ера.

## Създаване
Първи паметник на полесражението от 1444 год. е поставен на Мешели тепе по време на Кримската война от полски войници под командването на Владислав Замойски. Паметникът е разрушен още през 1854 г. от местни жители.
През 1907 г. Варненското археологическо дружество поема инициативата да издигне нов паметник на полесражението. През 1924 г. е изграден паркът, а през 1935 г. е открит мавзолеят на Владислав ІІІ Ягело с решение на Министерството на войната. По повод 520-годишнината от битката е създаден и музей с експозиция, в която е изложен документален материал за походите и битката при Варна. Експозицията съдържа картини и скулптури, рицарски доспехи и мечове, гербове и знамена, ризници и боздугани, бомбарди и алебарди, лъкове и арбалети и други средновековни артефакти, намерени от историците на бойното поле или подарени от военноисторическите музеи във Варшава, Будапеща, Прага, Букурещ и Белград.
Парк музей „Владислав Варненчик“ е филиал на Националния военноисторически музей.